# ترکان خاتون (همسر ایل ارسلان)
ترکان خاتون همسر ایل ارسلان، یکی از پادشاهان معروف دوره خوارزمشاهیان بود. علاءالدین تکش پس از مرگ پدرش ایل ارسلان، مخالف به سلطنت رسیدن برادر کوچکترش، جلال‌الدین محمود سلطانشاه بود. او با قبول خراجی سالیانه از قراختائیان، به کمک آن‌ها توانست نامادری خود ترکان خاتون و برادرش سلطانشاه را از خوارزم بیرون کند. آن‌ها نیز به پیش مویدآی ابه در خراسان رفتند و ترکان خاتون به کمک طلا‌ها و جواهراتی که از خوارزم آورده بود مویدآی ابه را وادار حمله به خوارزم کرد. مویدآی ابه هم توانست از اطراف سپاهی تشکیل دهد و همراه با ترکان خاتون و سلطانشاه به طرف خوارزم حرکت کرد اما در نزدیکی خوارزم سپاه تکش به آن‌ها حمله کرد و لشگرشان را نابود و خود مویدآی ابه را دستگیر کرد و کشت ولی ترکان خاتون و سلطانشاه توانستند به دهستان فرار کنند؛ تکش هم در پشت سر آن‌ها به دهستان آمد و توانست به ترکان خاتون دست یابد و او را بکشد.    